# ساشا مودولو
ساشا مودولو (بالإيطالية: Sacha Modolo)‏ مواليد 19 يونيو 1987 في كونيليانو، هو دراج إيطالي في صنف سباق الدراجات على الطريق. شارك في دورة الألعاب الأولمبية الصيفية.

## سباقات أو مراحل فاز بها
| التاريخ        | السباق                                              | المركز                  |
| -------------- | --------------------------------------------------- | ----------------------- |
| 13 أبريل 2009  | جيرو ديل بلفيدير 2009                               | الفائز في التصنيف العام |
| 05 يوليو 2009  | 2009 European Road Cycling Championships Men U23 RR | المركز الثالث           |
| 16 مارس 2010   | تيرينو ادرياتيكو 2010                               | السادس في تصنيف النقاط  |
| 20 مارس 2010   | ميلان-سان ريمو 2010                                 | الرابع في التصنيف العام |
| 28 أغسطس 2010  | 2010 Giro del Veneto                                | المركز الثالث           |
| 16 أبريل 2011  | روند فان درينثي 2011                                | المركز الثاني           |
| 07 أغسطس 2011  | طواف الدنمارك 2011                                  | الفائز في ترتيب النقاط  |
| 14 أغسطس 2011  | رايد لندن 2011                                      | المركز الثاني           |
| 17 أغسطس 2011  | 2011 Coppa Ugo Agostoni                             | الفائز في التصنيف العام |
| 31 مارس 2012   | فولتا ليمبورغ الكلاسيكي 2012                        | التاسع في التصنيف العام |
| 16 أغسطس 2012  | كوبا بيرنوشي 2012                                   | الفائز في التصنيف العام |
| 04 أغسطس 2013  | رايد لندن 2013                                      | المركز الثاني           |
| 22 أغسطس 2013  | كوبا بيرنوشي 2013                                   | الفائز في التصنيف العام |
| 31 أغسطس 2013  | ميموريال ماركو بانتاني 2013                         | الفائز في التصنيف العام |
| 01 يناير 2014  | تروفيو سيس سالينس 2014                              | الفائز في التصنيف العام |
| 09 فبراير 2014 | تروفيو بالما 2014                                   | الفائز في التصنيف العام |
| 28 أكتوبر 2015 | طواف هاينان 2015                                    | الفائز في التصنيف العام |
| 08 يونيو 2017  | غروسر برايس ديس كانتونس أرجو 2017                   | الفائز في التصنيف العام |
| 14 سبتمبر 2017 | كوبا بيرنوشي 2017                                   | المركز الثالث           |

## روابط خارجية
- ساشا مودولو على موقع الاتحاد الدولي للدراجات (الإنجليزية)
- ساشا مودولو على موقع أرشيف الدراجات (الإنجليزية)
- ساشا مودولو على موقع إحصائيات الدراجات الإحترافية (الإنجليزية)
- ساشا مودولو على موقع نسبة الدراجات (الإنجليزية)
- ساشا مودولو على موقع CycleBase (الإنجليزية)
- ساشا مودولو على موقع CyclingDatabase.com (مؤرشف) (الإنجليزية)
- ساشا مودولو على موقع أوليمبيديا (الإنجليزية)